# Ludzie bez jutra
Ludzie bez jutra – polski film niemy z 1919 w reżyserii Aleksandra Hertza.

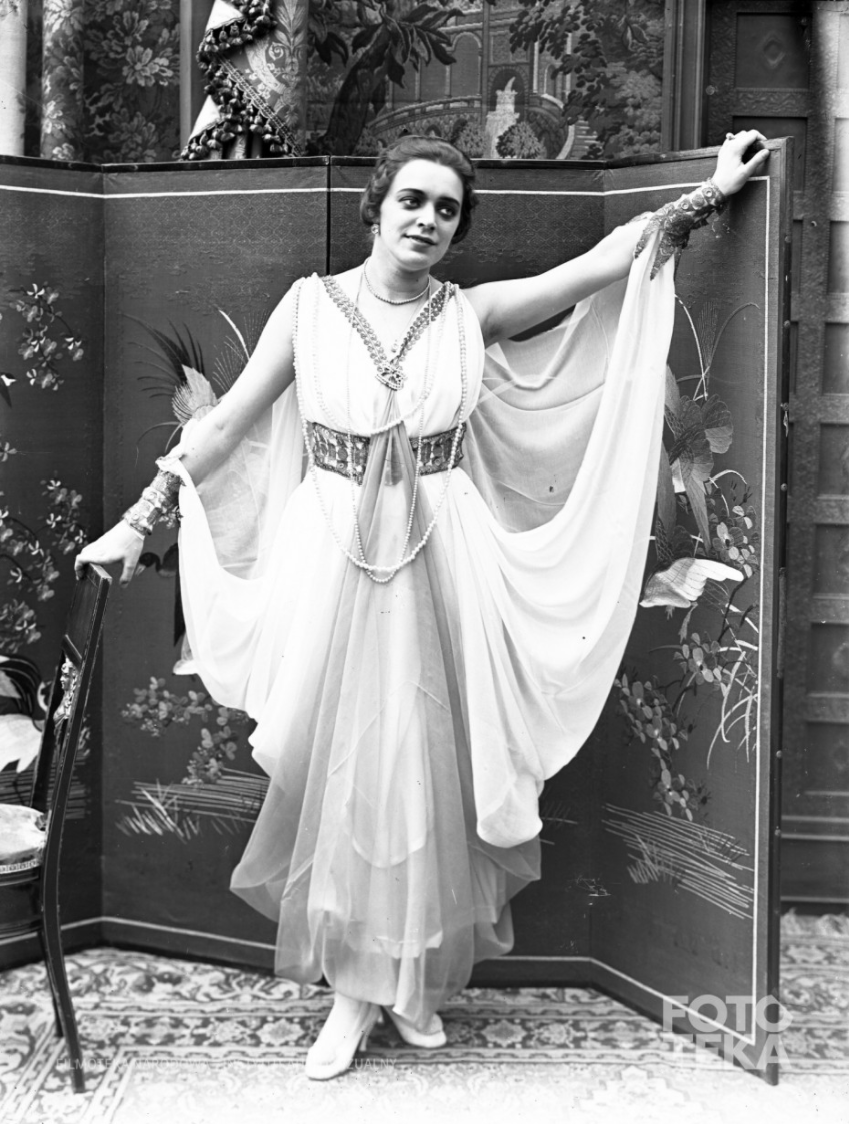
Halina Bruczówna w filmie Ludzie bez jutra

## O filmie
Film wszedł na ekrany dwa lata po realizacji zdjęć, po wielu perypetiach, przepychankach z cenzurą i zmianach tytułu, w atmosferze skandalu.
Fabułę filmu zainspirowała autentyczna historia romansu warszawskiej aktorki Marii Wisnowskiej z rosyjskim oficerem, kornetem (podporucznikiem) Aleksandrem Bartieniewem, zakończonego nieszczęśliwą śmiercią artystki. W filmie zmieniono nazwiska bohaterów. Bartieniew zabił swą ukochaną (znaleziono ją nagą w jego mieszkaniu). W 1899 odbył się w Warszawie głośny proces, zakończony skazaniem mężczyzny na wydalenie z armii i ciężkie więzienie. Rosjanin po latach powrócił do Warszawy jako włóczęga. Widywany był bardzo często przy grobie ukochanej. Bartieniew zmarł w 1932.
W rosyjskiego oficera wcielił się Józef Węgrzyn, jeden z najwybitniejszych polskich aktorów pierwszej połowy XX wieku. Artystkę zagrała Halina Bruczówna. Była to ostatnia jej rola w rodzimej kinematografii przed wyjazdem do Stanów Zjednoczonych. Jednocześnie jest to jedyny film aktorki, który zachował się do dzisiejszych czasów.
Do początków XXI wieku film uważany był za zaginiony. Odnaleziono go w 2003 w Bundesarchiv w Niemczech. Odrestaurowaniem niemieckiej kopii zajęła się Filmoteka Narodowa. Ponowna premiera filmu, ze współczesną ilustracją muzyczną autorstwa Pawła Szamburskiego, odbyła się w 2015 w Kinie Iluzjon w Warszawie.

## Obsada
Na podstawie materiału źródłowego:
- Halina Bruczówna jako aktorka Lola Wirska
- Józef Węgrzyn jako rotmistrz huzarów Alfred Runicz
- Paweł Owerłło jako prezes teatrów
- Iza Kozłowska jako żona prezesa teatrów
- Maria Hryniewicz jako córka prezesa teatrów
- Czesław Knapczyński jako radca Runicz, ojciec Alfreda
- Helena Sulima jako aktorka
- Jerzy Leszczyński jako pułkownik huzarów
- Stanisław Czapelski jako Jerzy Kierski
- Józef Zejdowski jako generał gubernator
- Mariusz Maszyński jako komendant miasta
- Henryk Rydzewski jako huzar
- Stanisław Szebego jako aktor
- Aleksander Hertz jako mężczyzna na ulicy

## Fabuła
Alfred Runicz, rotmistrz huzarów, zaręcza się z córką Pawła Lenina, prezesa warszawskich teatrów miejskich. Prezes Lenin zatrudnia Lolę Wirską, uznaną artystkę i piękną kobietę (słynącą z licznych romansów). Dotychczasowa gwiazda teatrów miejskich, Helena Horska, nie zgadza się grać roli drugoplanowej i przestrzega swoich kolegów przed intrygami konkurentki.
Runicz, który poznaje Lolę w gabinecie prezesa, od razu się w niej zakochuje. Lola uwodzi go, gdy spędzają ze sobą coraz więcej czasu. W tym samym czasie aktorka flirtuje z Jerzym Kierskim, który obdarowuje ją kosztowną biżuterią. Jej urok nie pozostał także obojętny na prezesa Lenina. Prezes akceptuje jej wysokie wynagrodzenie, które może zrujnować budżet teatru. Alfred, bezradnie zakochany w Loli, jest zazdrosny o Kierskiego i innych mężczyzn, którzy dotrzymują jej towarzystwa. Lola bawi się jego uczuciami i zmusza go do zerwania zaręczyn z narzeczoną.
Alfred Runicz dowiaduje się, że Lola ma narzeczonego (jest nim Kierski). Lola twierdzi, że Kierski zmusił ją do złożenia takiego oświadczenia. Alfred bierze Kierskiego na pojedynek, gdzie zostaje ranny. Czeka go proces o zniesławienie munduru i oszustwa wekslowe. Alfred chce popełnić samobójstwo. Ojciec Alfreda spłaca jego długi, a narzeczona zapewnia go, że wybaczy mu zdradę, jeśli odmieni swoje życie. Sąd skazuje Runicza na karę więzienia i odsuwa go od służby wojskowej.
Runicz dowiaduje się z listu Loli do Kierskiego, że był tylko „zabawką” w jej rękach. Zaprasza Lolę na wystawną kolację. Pod wpływem alkoholu zdradza, że wie wszystko o jej intrygach. Zabija ją strzałem z pistoletu.